# 布巴·史達林
德瑞克·「布巴」·史達林（英語：Derek "Bubba" Starling，1992年8月3日—），為美國職棒大聯盟的外野手，生涯曾效力過堪薩斯市皇家。

## 職業生涯
2011年美國職棒大聯盟選秀，史達林在首輪第5順位被皇家選走。當時他的簽約金多達750萬美元，為選秀球員史上第二高。
他在新人聯盟的打擊率為2成75，2013年在獨立聯盟的打擊率為2成41。2014年，他在高階1A的打擊率為2成18並在季中升上2A。
2015年季末，史達林進入大聯盟40人名單，但是未登上大聯盟。2016年，史達林在2A和3A進入撞牆期，打擊率不到2成。
2018年，史達林因傷導致表現下滑。球季結束後，皇家不與史達林續約。之後他和皇家續約，並在2019年入選小聯盟明星賽。

### 堪薩斯市皇家
2019年7月12日，史達林登上大聯盟。他在隔日敲出大聯盟首安，並在21日敲出大聯盟首轟。該年他出賽56場比賽打擊率為2成15。
2020年，史達林的打擊率僅有1成69，並敲出1轟與5分打點。12月2日，他未獲得皇家續約，最後他在12日和皇家續簽小聯盟合約。
2021年10月26日，史達林在臉書閃電宣布退休。

## 國際賽
2021年7月2日，史達林代表美國棒球隊出戰東京奧運。最後美國在金牌戰輸給日本，拿下銀牌。

## 外部連結
- 球員資訊和成績在MLB，ESPN，Baseball-Reference，Fangraphs（英文）